# Vernonia amygdalina
La Vernonia amygdalina Del. è una pianta facente parte della famiglia delle Asteraceae (o Composite). Essa cresce in tutta l'Africa tropicale e in questo contesto viene utilizzata per le sue svariate proprietà sia come cibo che come pianta medicinale. La pianta si presenta come un arbusto perenne e molte delle sue parti vengono utilizzate per la cura di disturbi come la febbre, ittero, costipazione, malaria, singhiozzo, problemi renali, tosse, diabete e febbre gialla.

## Tassonomia
La classificazione tassonomica della Vernonia amygdalina viene descritta nella tabella sottostante.
| Regno    | Plantae      |
| Classe   | Angiospermae |
| Ordine   | Asterales    |
| Famiglia | Asteraceae   |
| Genere   | Vernonia     |
| Specie   | amygdalina   |

La Vernonia amygdalina è un arbusto perenne a legno tenero, alto fino a 10 m. Le sue foglie impiegate anche a scopo alimentare sono popolarmente note come “foglia amara” a causa del sapore amaro, localmente è conosciuta come “Shuwaka” in lingua Hausa e “Ewuro” in lingua Yoruba. La pianta presenta generalmente una corteccia grigio chiaro o marrone e possiede dei rami fragili. Le foglie sono oblunghe e lanceolate e la dimensione più comune delle stesse è di 10–15 cm x 4–5 cm. La foglia può assumere un colore che va dal verde medio al verde scuro e può presentare in qualche caso dei peli radi nella parte superiore e presenta sempre peli fini, morbidi e chiari nella parte inferiore; ha inoltre delle vistose venature rosse. L’apice e la base sono rastremati, la base è quasi sempre simmetrica, il margine è intero o dentato molto finemente. Il picciolo generalmente è molto corto ma può arrivare anche ad essere lungo 1–2 cm. I capolini sono piccoli e di colore bianco crema, lunghi 10 mm e raggruppati in cespi fitti, ascellari e terminali che formano grandi grappoli piatti di 15 cm di diametro, essi hanno inoltre una profumazione dolce.

## Distribuzione Geografica
Vernonia amygdalina è ampiamente distribuita nelle parti tropicali dell’Africa; si trova generalmente ai margini delle foreste, dei boschi o delle praterie ma anche a livello di fiumi e laghi fino a un’altitudine di 2800 m. Si trova in regioni dove la piovosità media annua è di 750–2000 mm. Richiede piena luce solare e predilige ambienti umidi e terreni ricchi di humus. La pianta produce un'alta biomassa ed è facilmente propagabile, altamente adattabile e compatibile con altre colture in quanto non compete con esse per i nutrienti e per l'umidità ma migliora invece la fertilità del suolo.

## Frutto e Seme
Il frutto si presenta come un achenio a 10 coste, lungo 1,5-3,5 mm, pubescente e ghiandolare, dal marrone al nero; la germinazione è epigea.  La pianta fiorisce tra dicembre e marzo e in luglio-agosto. I frutti invece maturano in aprile-maggio e in agosto-settembre; i frutti maturi si presentano di colore giallo e sono di dimensioni variegate. I fiori della pianta sono bisessuali.

## Analisi del Contenuto

### Contenuto di grasso grezzo, umidità, proteine, ceneri e carboidrati
L'analisi di grasso grezzo, contenuto di umidità, proteina grezza, ceneri totali e carboidrati è stata determinata utilizzando la procedura standard dell'AOAC ( Association of Official Agricultural Chemists). Il valore riferito al contenuto di umidità è variabile a seconda dei nutrienti che si trovano all'interno del suolo sul quale cresce la pianta e dipende anche da fattori ambientali. L'elevato contenuto di umidità favorisce una maggiore attività degli enzimi idrosolubili e dei coenzimi necessari per le attività metaboliche della pianta. La percentuale alta di proteine indica come questa pianta sia una buona fonte proteica. Le fibre sono utili per la prevenzione di patologie quali la costipazione, le emorroidi ed in generale problemi intestinali.
| Umidità       | 10.55% ± 0.09 |
| Ceneri totali | 4.28% ± 0.21  |
| Proteine      | 18.75% ± 0.00 |
| Fibre         | 8.78% ± 0.17  |
| Grassi        | 5.07% ± 0.12  |
| Carboidrati   | 52.56% ± 0.17 |

### Contenuto di minerali
Nelle foglie di Vernonia amygdalina si trovano vari minerali. In particolare è presente un maggior contenuto di potassio seguito da sodio, calcio, magnesio, ferro, zinco, rame e infine manganese.
| Sodio     | 8833.02 mg/kg ± 638.33   |
| Zinco     | 39.24 mg/kg ± 5.01       |
| Ferro     | 69.26 mg/kg ± 2.89       |
| Rame      | 29.43 mg/kg ± 4.22       |
| Manganese | 5.11 mg/kg ± 1.1         |
| Magnesio  | 210.85 mg/kg ± 14.81     |
| Potassio  | 3315.715 mg/kg ± 181.205 |
| Calcio    | 1712.915 mg/kg ± 49.195  |

### Contenuto di anti-nutrienti
Gli anti-nutrienti  (o composti antinutrizionali) sono sostanze naturali o di sintesi che vanno ad interferire con l'assorbimento dei nutrienti. Questi composti hanno trovato ampie applicazioni nei settori della medicina, dell'industria alimentare e della farmacia come composti farmacologicamente attivi.
| Tannini (mg/100g)    | 3.33 ± 0.1    |
| Fenoli (mg/100g)     | 1.765 ± 0.15  |
| Fitati (mg/100g)     | 19.735 ± 0.45 |
| Ossalati (mg/100g)   | 3.77 ± 0.1    |
| Saponine (mg/100g)   | 3.27 ± 0.49   |
| Alcaloidi (mg/100g)  | 3.57 ± 0.2    |
| Flavonoidi (mg/100g) | 4.05 ± 0.4    |

## Composizione chimica
Gli effetti terapeutici di Vernonia amygdalina sono legati ai numerosi principi attivi presenti all'interno della pianta. La pianta presenta un elevato contenuto di polifenoli (tra cui fitolo, vernodalolo, vernodalina, acido ascorbico, luteolina, luteolina-7-O-glucosidi) e una moderata presenza di alcaloidi, saponine, flavonoidi, alcaloidi, terpeni, cumarine, acidi fenolici, lignani, xantoni, antrachinoni, sesquiterpeni e steroidi. Sicuramente le modalità di estrazione e i solventi utilizzati vanno ad incidere sulla quantità e qualità del contenuto fitochimico finale.

### Flavonoidi
I flavonoidi sono un gruppo di composti naturali che presentano strutture fenoliche variabili ed in V. amygdalina sono presenti in tutte le parti della pianta. Questi composti presentano proprietà antiossidanti, epatoprotettive, antibatteriche, antinfiammatorie, anticancro e antivirali a livello del corpo umano. Sono stati isolati tre flavonoidi presenti nella pianta. I flavoni identificati sono luteolina, luteolina 7-O-β-glucoside e luteolina 7-O-β-glucuronoside. tutti e tre hanno mostrato forti attività antiossidanti ma tra questi spicca la luteolina, che dimostra la maggiore attività.

### Lattoni sesquiterpenici
I lattoni sesquiterpenici sono un gruppo di sostanze fitochimiche ampiamente presenti nella famiglia delle Asteraceae. Possiedono proprietà antibatteriche, anestetiche, antimicotiche, antinfiammatorie, antiprotozoarie e antimicrobiche. All’interno di Vernonia amygdalina, questi composti si ritrovano principalmente nella foglia, nel gambo e nella radice. I composti isolati dalla pianta sono vernolide, vernolepina, vernodalina, idrossivernolide, vernodalolo, vernomigdina, vernomenina, 4,15-diidrovernodalina, 1,2,11,12ʹ,3ʹ esaidrovernodalin, 1,2,4,15,11,13,2ʹ,3ʹ octaidrorovernodalina, epivernodalolo e vernonioside A1, A2, A3, A4, B1, B2, B3 e B4.

### Saponine
Le saponine presenti nella pianta hanno attività antimicrobica, anticancerosa, epatoprotettiva, antiossidante e analgesica. Le saponine maggiormente presenti sono il veroniaside B1, vernoniaside A1, A2, A3, A4, B1, B2, B3, D, D2 ed E.

### Olio essenziale
L’olio essenziale, ottenuto per idro distillazione delle foglie della pianta, contiene eucaliptolo (1,8 cineolo, 25%), beta- pinene (14,5%), mirtenale (6,5%) e altri costituenti minori; mentre l'olio essenziale ottenuto dalle parti aeree contiene principalmente alfa-muurololo.

## Uso tradizionale e proprietà medicinali
L’uso di Vernonia amygdalina ha sempre giocato un ruolo importante nella cultura e nelle tradizioni sanitarie delle popolazioni africane e asiatiche. Le foglie, le radici, la corteccia e gli steli sono le principali parti usate per preparare diverse formulazioni come decotti, macerati, polveri e infusi che rappresentano spesso la forma di consumo privilegiata per la semplicità di preparazione. Le formulazioni preparate sono usate in caso di malaria, problemi gastrointestinali, parassiti intestinali, morbillo, diabete, tosse, bronchiti, diarrea.
La Vernonia Amygdalina viene utilizzata quindi per diversi scopi:
- Insetticida: L’olio essenziale estratto dalle foglie è tossico per il Sitophilus zeamais ossia un coleottero che generalmente infesta i cereali[3].
- Cibo: la foglia viene consumata come verdura cruda o cotta per ottenere delle zuppe. Le radici e i rametti vengono invece masticati[3].
- Medicinale: è utilizzata come medicina contro gli stati febbrili, disturbi di stomaco, per la cura di epatiti, malaria e nausea[3].
- Mangime: foglie e germogli vengono usati come foraggio per gli animali[3].
- Legno: il legno ottenuto dalla pianta viene utilizzato come legna da ardere. Inoltre, essendo i rami molto resistenti alle termiti, vengono utilizzati come pali per delimitare piantagioni[3]

| Parte utilizzata | Utilizzo |
| ---------------- | --- |
| Pianta intera    | Trattamento di morsi di serpente e punture di insetti, dispepsia, influenza, dissenteria, malaria e infezioni.                                                                  |
| Foglie           | Febbre, dolori colici, perdita di appetito, feci irregolari e diarrea, raffreddore, tosse, febbre, epatite, tubercolosi, afte, bronchite, disturbi gastro-intestinali e piaghe. |
| Parti aeree      | Raffreddore comune, ipertensione, diabete, cancro, malaria, morso di serpente e infezioni del tratto urinario.                                                                  |
| Radici           | Febbrifugo, tonico e antielmintico. |

## Attività principali

### Attività antiossidante
Le proprietà antiossidanti degli estratti grezzi di Vernonia amygdalina sono attribuite alla presenza di fenoli tra cui alcuni flavonoidi. Gli estratti acquosi ottenuti dalle foglie hanno mostrato una significativa attività antiossidante con evidente riduzione dello stress ossidativo in vitro e in vivo nei topi con diabete indotto da streptozotocina. L’analisi biochimica in vivo degli estratti della pianta ha dimostrato un aumento del livello di antiossidanti come: superossido dismutasi, catalasi, glutatione e malondialdeide. Inoltre, un aumento dello stress ossidativo è correlato all'aumento della perossidazione lipidica. L'ipercolesterolemia è un fattore di rischio per le malattie cardiovascolari come l'infarto del miocardio e l'aterosclerosi. Pertanto, l'inibizione dello stress ossidativo per inibire l'ipercolesterolemia è considerato un approccio terapeutico vitale. Dall'analisi di diversi studi si nota come la Vernonia amygdalina possieda attività ipolipemizzanti e di conseguenza essa si configura come potenziale prodotto naturale per il trattamento dell'iperlipidemia.

### Attività antidiabetica
Il diabete mellito è associato a una concentrazione di glucosio nel sangue venoso a digiuno superiore a 140 mg/dl due ore doposomministrazione di 75 g di glucosio o di un pasto a base di carboidrati. Gli estratti della pianta sono in grado di ridurre i livelli di glucosio nel sangue e di normalizzare le concentrazioni di colesterolo in ratti con diabete indotto da streptozotocina . La diminuzione della glicemia è associata alla presenza, all’interno degli estratti, di sostanze fitochimiche, vitamine e altri nutrienti. L'effetto antidiabetico è stato rilevato anche grazie a studi sperimentali in vivo  e in vitro.

### Attività antiproliferativa
Tra i composti presenti all'interno delle foglie della pianta che vengono etichettati come componenti anticancro troviamo composti fenolici, lattoni sesquiterpenici, flavonoidi e saponine. Questi composti sono noti per avere degli effetti protettivi contro i tumori. Lo stress ossidativo causa spesso una situazione di infiammazione cronica che a lungo andare può portare al cancro. I composti antiossidanti riscontrati nelle foglie di Vernonia amygdalina sono in grado di difendere il corpo eliminando i radicali liberi, riuscendo così a normalizzare quello che è lo stato ossidativo. Inoltre, la Vernonia amygdalina ha mostrato un ampio spettro di citotossicità in quanto è stata in grado di suscitare effetti anticancro su un numero di diverse linee cellulari. Nonostante ci siano stati diversi studi, è necessario approfondire quale sia il comportamento della Vernonia amygdalina nei confronti delle cellule normali e quindi di quelle che non sono tumorali; la pianta sembra non essere tossica per le cellule normali ma se provocasse un danno prolungato al DNA potrebbe aumentare il rischio di mutazioni a livello delle cellule e questo potrebbe portare al cancro.

### Attività antimicrobica
I metaboliti secondari della pianta, quali saponine, alcaloidi e flavonoidi, le conferiscono proprietà antimicrobiche. In particolare la vernolepina e la vernomenina sono attive contro B. subtilis e M. lutea. 4, 15-diidrovernodalin ha dimostrato invece la più alta attività antibatterica contro B. subtilis e M. lutea. Il vernodalolo è inoltre attivo contro B. cereus, S. epidemidus, S. aureus, M. kristinae e S. pyrogens.

### Attività antiplasmodiale
Le foglie e le radici di Vernonia amygdalina mostrano effetti anti-malarici. Queste sono attive contro il Plasmodium berghei. In particolare, i lattoni sesquiterpenici isolati dalla pianta hanno mostrato attività antiplasmodiali con IC50  < 4 µg/ml contro il Plasmodium falciparum. In aggiunta, la somministrazione di estratto di foglie ha ripristinato l'efficacia della clorochina contro il Plasmodium berghei nei topi che avevano sviluppato resistenza .

### Attività antinfiammatoria
Gli estratti di foglie e radici di Vernonia amygdalina possiedono una significativa attività antinfiammatoria paragonabile a quella dell'acido salicilico. Questo effetto può essere dovuto alla presenza di flavonoidi, tannini, glicosidi e oligoelementi (rame, manganese, zinco).

### Attività emolitica
Studi recenti sugli estratti di Vernonia amygdalina hanno dimostrato effetti emolitici significativi in vitro. Il genotipo umano SS (1024) si è dimostrato altamente suscettibile all'emolisi indotta dall'infusione di Vernonia amygdalina, il genotipo-AS (512) si è dimostrato invece moderatamente suscettibile ed infine il genotipo AA (256) si è dimostrato altamente resistente all'emolisi indotta dalla stessa infusione. Ulteriori studi hanno riportato un effetto non significativo dell'estratto di metanolo di Vernonia amygdalina in un trattamento di 30 giorni di ratti sui conteggi dei globuli rossi (RBC) e altri indici come la concentrazione di emoglobina (Hb), emoglobina corpuscolare media (MCH) e la concentrazione media di emoglobina corpuscolare (MCHC). Inoltre, non si sono notati cambiamenti significativi nella conta totale dei globuli bianchi (TWBC), nei valori delle piastrine, dei neutrofili, dei linfociti, degli eosinofili e dei monociti rispetto ai rispettivi gruppi di controllo.

## Sicurezza e Tossicità
La Vernonia amygdalina è sicura per quanto riguarda la presenza di metalli tossici. Non è stata riscontrata morte o qualsiasi patologia fisica a dosi superiori di 600 mg/kg di estratto acquoso della pianta nei ratti. Dopo un’analisi istopatologica e microscopica di fegato, reni, intestino tenue, polmone e cuore non si è potuto evincere nessun danno significativo tranne per quanto riguarda una lieve congestione renale dopo somministrazione orale dell’estratto di Vernonia amygdalina nei ratti. Inoltre, dosi minime di estratto etanolico di foglie di Vernonia amygdalina (100 mg / kg per via orale) non hanno mostrato tossicità significativa nei testicoli di ratti albini maschi, tuttavia dosi superiori (300 mg / kg e 600 mg / kg per via orale),  hanno mostrato tossicità testicolare significativa (p <0,05) come dimostrato dalla riduzione di diametro tubolare, area della sezione trasversale, numero di profili tubolari per area unitaria e densità numerica media dei tubuli seminiferi. Rimane importante controllare il dosaggio somministrato della pianta nelle donne in gravidanza in quanto la pianta può indurre contrazioni uterine e provocare l'aborto.